# Kiukainen
Kiukainen (Kiukais en suédois) est une ancienne municipalité du sud-ouest de la Finlande, dans la région du Satakunta.
Elle a fusionné au 1er janvier 2009 avec la commune d'Eura.

## Présentation

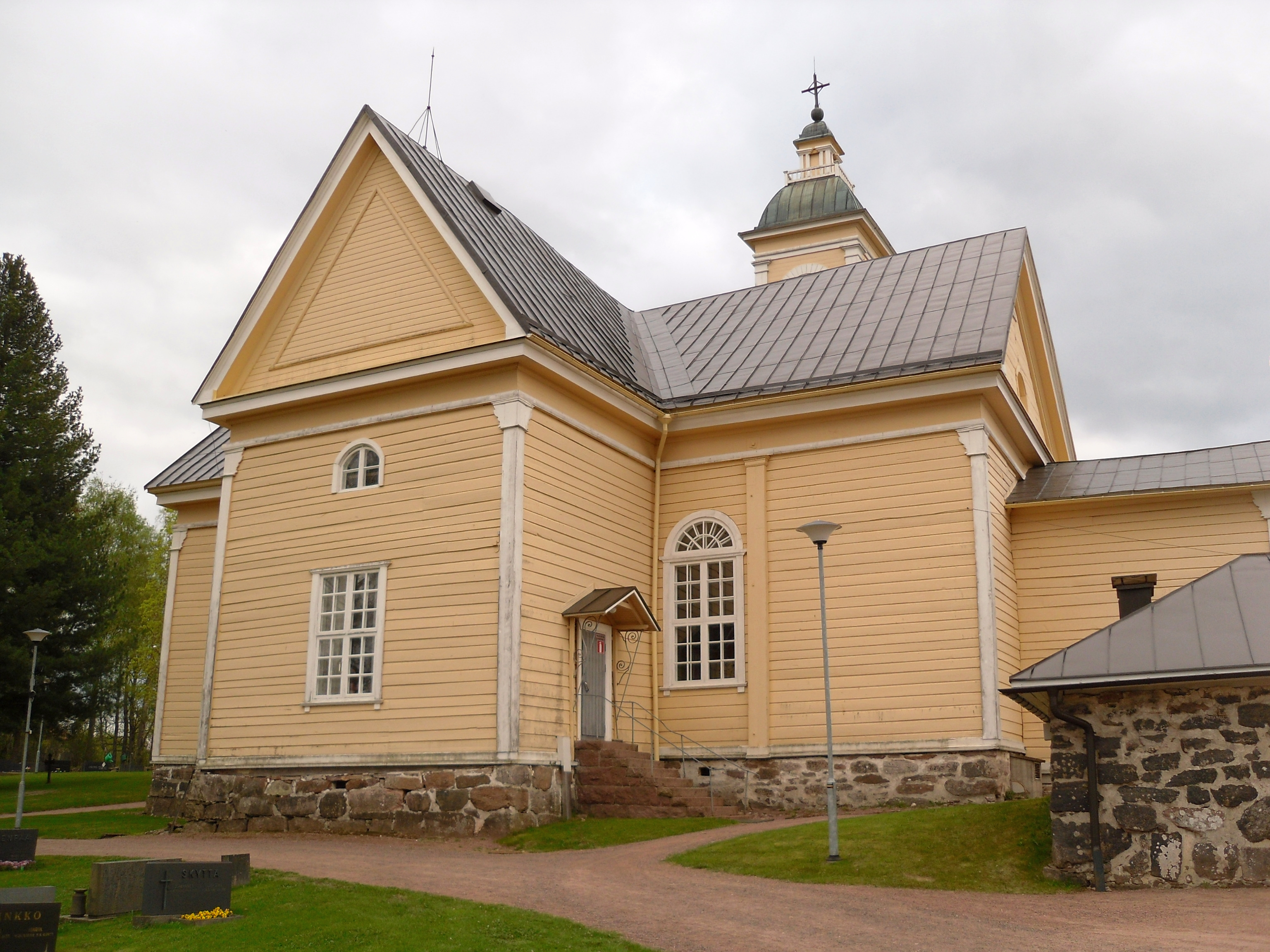
Église de Kiukainen.

L'ancienne petite commune agricole est typique du Satakunta: largement couverte par les cultures et dépourvue de relief. 
Le fleuve Eurajoki la traverse, traversant notamment son principal village et centre administratif, Eurakoski. La municipalité compte 8 autres villages.
On y trouve des tumuli de l'Âge du bronze. Le plus grand est nommé kuninkaanhauta, la tombe du roi, et il est avec les plus gros tumuli du site voisin de Sammallahdenmäki (à 25 km de là sur la commune de Lappi) le plus grand de ce type dans les pays nordiques.